# Holtien
Holtien is een buurtschap in de gemeente Westerveld, in de Nederlandse provincie Drenthe. Tot 1998 van de gemeente Dwingeloo. Holtien ligt ten noordoosten van Dwingeloo, ten zuiden van Holtien loopt de Dwingelerstroom.
De plaats werd in 1899 vermeld als De Holten en in 1900 als Holthien. De naam is het (Drentse) verkleinwoord van holt, in de betekenis van bos.
Op 11 januari 1944 stortte iets ten zuidwesten van Holtien de Amerikaanse Liberator B-24 Bommenwerper The Prodigal Son neer waarbij alle inzittenden om het leven kwamen. Heden ten dage staat er een herdenkingsmonument op de plek van de crash ter nagedachtenis.

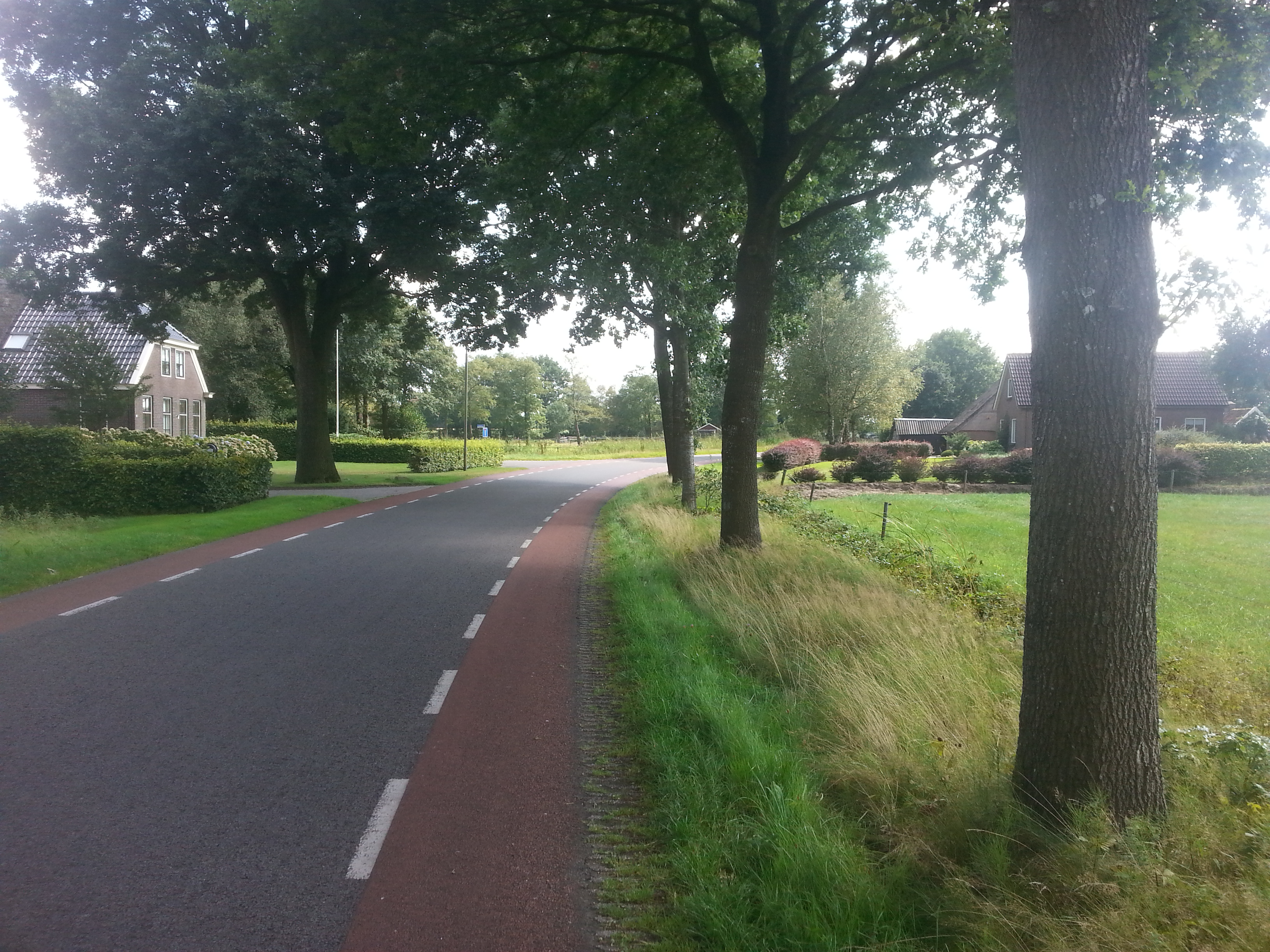
Holtien
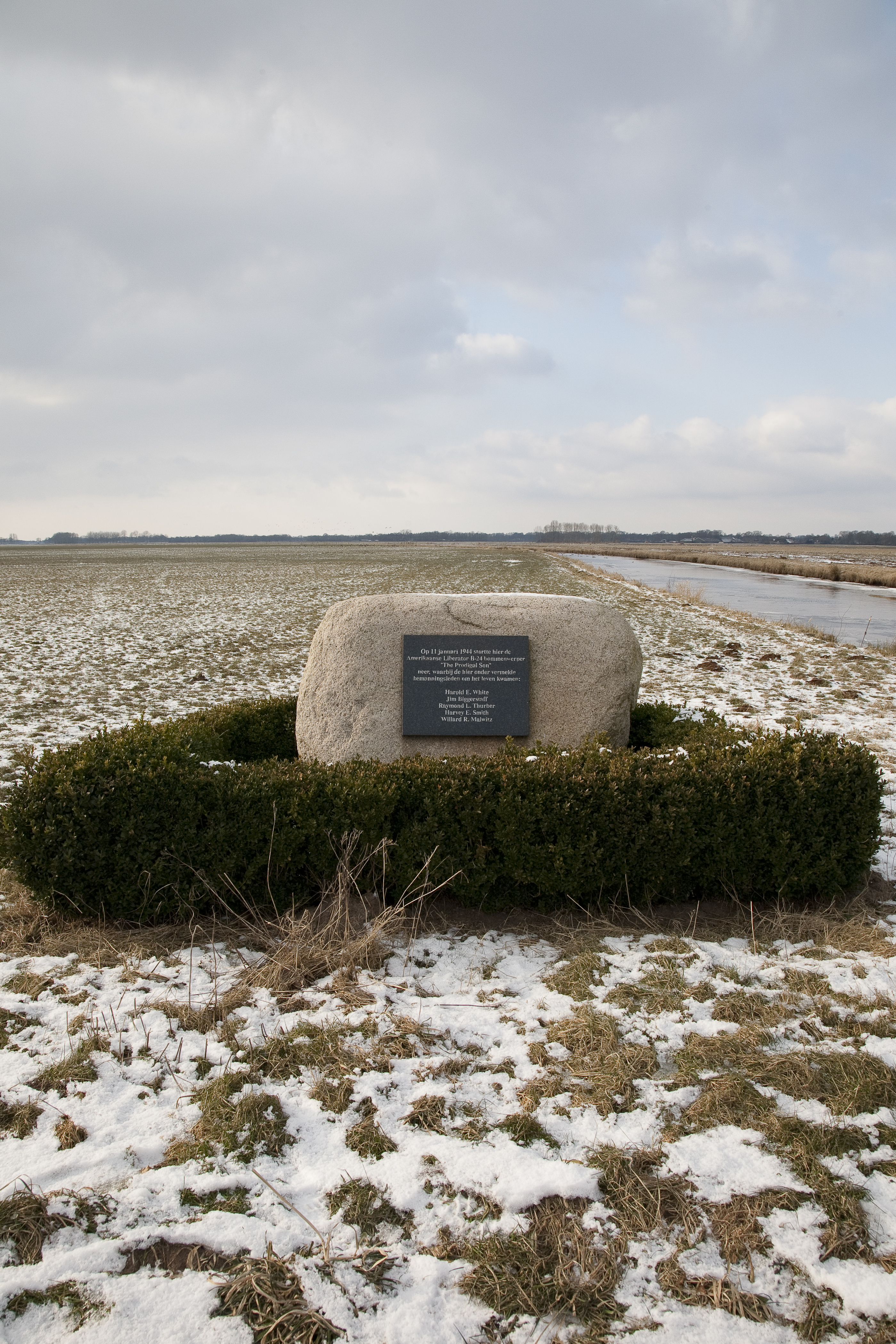
Oorlogsmonument bij de weg Holtien

Ansen (deels) · Benderse (deels) · Boschoord · Boterveen · Busselte · Darp · De Monden (deels) · Diever · Dieverbrug · Doldersum · Dwingeloo · Eemster · Eursinge · Frederiksoord · Geeuwenbrug · Het Moer · Het Schier · Havelte · Havelterberg (deels) · Holtien · Holtinge · Holtland · Kalteren · Kraloo (deels) · Leggeloo · Lhee · Lheebroek · Molenstad · Nijensleek · Oldendiever · Oude Willem  (deels) · Uffelte · Veendijk · Veldhuizen · Vledder · Vledderveen · Wapse · Wapserveen · Wateren · Westeinde · Wilhelminaoord · Wittelte · Witteveen (deels) · Zorgvlied

Drenthe: Steden en dorpen      Nederland: Provincies · Gemeenten